# Sisto Frajria
Sisto Frajria (Pinerolo, 2 ottobre 1888 – Pradis di Sopra, 5 novembre 1917) è stato un militare italiano, decorato di tre Medaglie d'argento e due di bronzo al valor militare durante la guerra italo-turca e la prima guerra mondiale.

## Biografia
Nacque a Pinerolo il 2 ottobre 1888, all'interno di una famiglia appartenente all’alta borghesia di quella città, figlio di Giuseppe e da Angela Ceresole. Arruolatosi nel Regio Esercito, il 3 novembre 1903 fu ammesso a frequentare la Regia Accademia Militare di Fanteria e Cavalleria di Modena, da cui uscì con il grado di sottotenente il 19 settembre 1909, assegnato al 50º Reggimento fanteria, allora al comando del colonnello Carlo Petitti di Roreto, della Brigata "Parma". Con lo scoppio della guerra italo-turca partì per la Tripolitania e la Cirenaica il 18 novembre 1911. Si distinse nei combattimenti di Misurata (8 luglio 1912) e Gheran (20 luglio 1912). rientrato in Patria ottenne la promozione a tenente, e poi ritornò in Africa settentrionale assegnato al 4º Battaglione indigeni del Regio corpo truppe coloniali della Tripolitania. Durante la sua permanenza in terra africana si distinse nelle operazioni di contrasto alla guerriglia, venendo decorato con la prima Medaglia d'argento al valor militare per essersi distinto nel combattimento di Nufilia il 23 marzo 1914, e con la Medaglia di bronzo al valor militare per il combattimento di Gadauria (11 febbraio 1915) e ricevendo un encomio solenne per quello di Kasr Bu Adi.
Promosso capitano il 9 settembre dello stesso anno, il 17 giugno 1916 fu fatto rientrare definitivamente in Italia, allora impegnata nella guerra contro l'Impero austro-ungarico, destinato al 50º Reggimento fanteria, passando poi, dal 28 settembre di quello stesso anno, al 49º Reggimento fanteria.  Sul Carso, alla quota 126 della trincea del Vipacco, il 4 settembre 1917 fu decorato con una seconda Medaglia d'argento al valor militare, ricevendo il 9 dello stesso mese la promozione a maggiore per merito di guerra.
Dopo l'esito nefasto della battaglia di Caporetto, la sera del 5 novembre 1917, si trovava a Fornez insieme al suo reparto, posizionatosi per trascorrere la notte lungo l’attuale strada provinciale, nel tratto che scende verso Pielungo. Poco prima delle ore 22 il generale Francesco Rocca arrivò sul posto, in automobile, e diede l'ordine di riprendere l’avanzata verso Pradis, al fine di mantenere il contatto con i tedeschi che si stavano ritirando oltre il canale di Foce. Alla testa della colonna con i suoi uomini, trovò un'interruzione stradale sul “Puint di Spissul”, e allora si avviò lungo una mulattiera che, superando il rio di Salaries e il rio di Molin, si divideva poi in due rami: quello di sinistra che conduceva verso Pradis di Sopra e quello di destra che portava direttamente alla selletta di Val da Ros. All’altezza della biforcazione i soldati italiani furono colpiti dal fuoco dei tedeschi che si erano appostati nei boschi sulla sinistra. L’attacco in quella direzione, verso il “Puint da las Vies” era stato affidato a lui, che si lanciò alla testa del 3º Battaglione contro le posizioni avversarie. Cadde colpito a morte dal fuoco delle mitragliatrici provenienti da una stalla, e per questo fatto fu decorato con una terza Medaglia d'argento al valor militare. La salma venne dapprima sepolta presso il Cimitero di guerra di Pradis di sopra, e successivamente traslata presso il Tempio Ossario di Udine, dove i riposa nella tomba n. 11.454. La sua città natale gli ha intitolato una piazza.

### Annotazioni
1. ↑  Che oggi corrisponde all’imbocco della strada per Palemaûer.

### Fonti
1. 1 2  Cescutti 2014, p. 112.
2. 1 2  Cescutti 2014, p. 113.
3. ↑  Annuario militare del Regno d'Italia 1913, p. 505.
4. ↑  Annuario militare del Regno d'Italia 1913, p. 503.
5. 1 2 3 4 5 6 7  Cescutti 2014, p. 114.
6. 1 2 3 4 5 6 7  Cescutti 2014, p. 115.
7. 1 2  Cescutti 2014, p. 116.